# Medicină alternativă
Medicina alternativă este orice practică ce își propune să obțină efectele vindecătoare ale medicinei, deși îi lipsesc plauzibilitatea biologică, testabilitatea, repetabilitatea sau dovezile de eficacitate. Spre deosebire de medicina modernă, care utilizează metoda științifică pentru a testa terapii plauzibile prin intermediul unor studii clinice responsabile și etice.
În schimb, acestea se bazează pe mărturii, anecdote, religie, tradiție, superstiție, credința în «energii» supranaturale, pseudoștiință, erori de raționament, propagandă, fraudă sau alte surse neștiințifice. Termenii frecvent utilizați pentru aceste practici sunt medicina New Age, medicină complementară, medicina neortodoxă, medicina holistică, medicina de frontieră și medicina neconvențională, făcându-se puțin diferența de la șarlatanie.
Unele practici alternative se bazează pe teorii care contrazic știința stabilită privind funcționarea corpului uman; altele apelează la supranatural sau superstițios pentru a-și explica efectul sau lipsa acestuia. În alte cazuri, practica are plauzibilitate, dar nu există o probabilitate pozitivă a unui rezultat benefic-risc.

## Tipuri
Medicina alternativă constă într-o gamă largă de practici, produse și terapii de îngrijire a sănătății. Caracteristica comună este pretenția de a vindeca, care nu se bazează pe metoda științifică. Practicile de medicină alternativă sunt diverse în ceea ce privește bazele și metodologiile lor.

### Sisteme de credințe neștiințifice
- Naturopatie : Medicina naturopatică se bazează pe credința că organismul se vindecă singur folosind o energie vitală supranaturală care ghidează procesele corporale

- Homeopatie : Credința că o substanță care provoacă simptomele unei boli la persoanele sănătoase vindecă simptome similare la persoanele bolnave.

### Sisteme etnice tradiționale

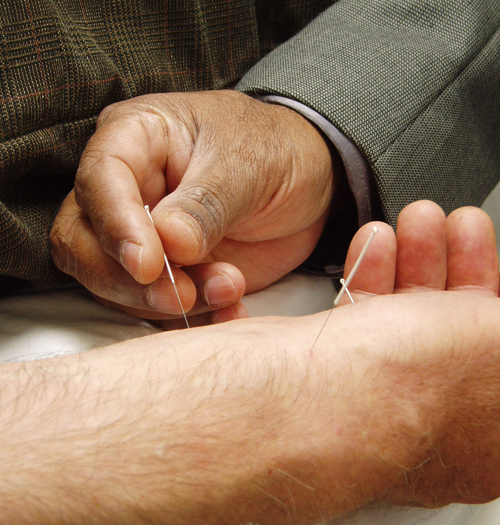
Acupunctura consta in introducerea acelor in corp.

Sistemele medicale alternative pot fi bazate pe practici de medicină tradițională, cum ar fi medicina tradițională chineză, Ayurveda din India sau practici din alte culturi din întreaga lume. Unele aplicații utile ale medicinei tradiționale au fost cercetate și acceptate în medicina obișnuită, însă sistemele de credință care le stau la bază sunt rareori științifice și nu sunt acceptate.
Medicina tradițională este considerată alternativă atunci când este utilizată în afara regiunii sale de origine; sau când este folosită împreună cu sau în locul unui tratament cunoscut și funcțional; sau atunci când se poate presupune în mod rezonabil că pacientul sau practicianul știe sau ar trebui să știe că nu va funcționa – cum ar fi atunci când se știe că practica se bazează pe superstiție.
- Medicina tradițională chineză: Include medicina pe bază de plante, acupunctura (inserarea acelor în corp în puncte specifice), masajul (Tui na), exercițiile (qigong) și terapia dietetică.

- Ayurveda: Medicina tradițională a Indiei. Ayurveda crede în existența a trei substanțe elementare, dosha-urile (numite Vata, Pitta și Kapha), și afirmă că un echilibru al dosha-urilor duce la sănătate, în timp ce dezechilibrul duce la boală. Aceste dezechilibre care induc boala pot fi ajustate și echilibrate folosind plante tradiționale, minerale și metale grele.

### Energii supranaturale

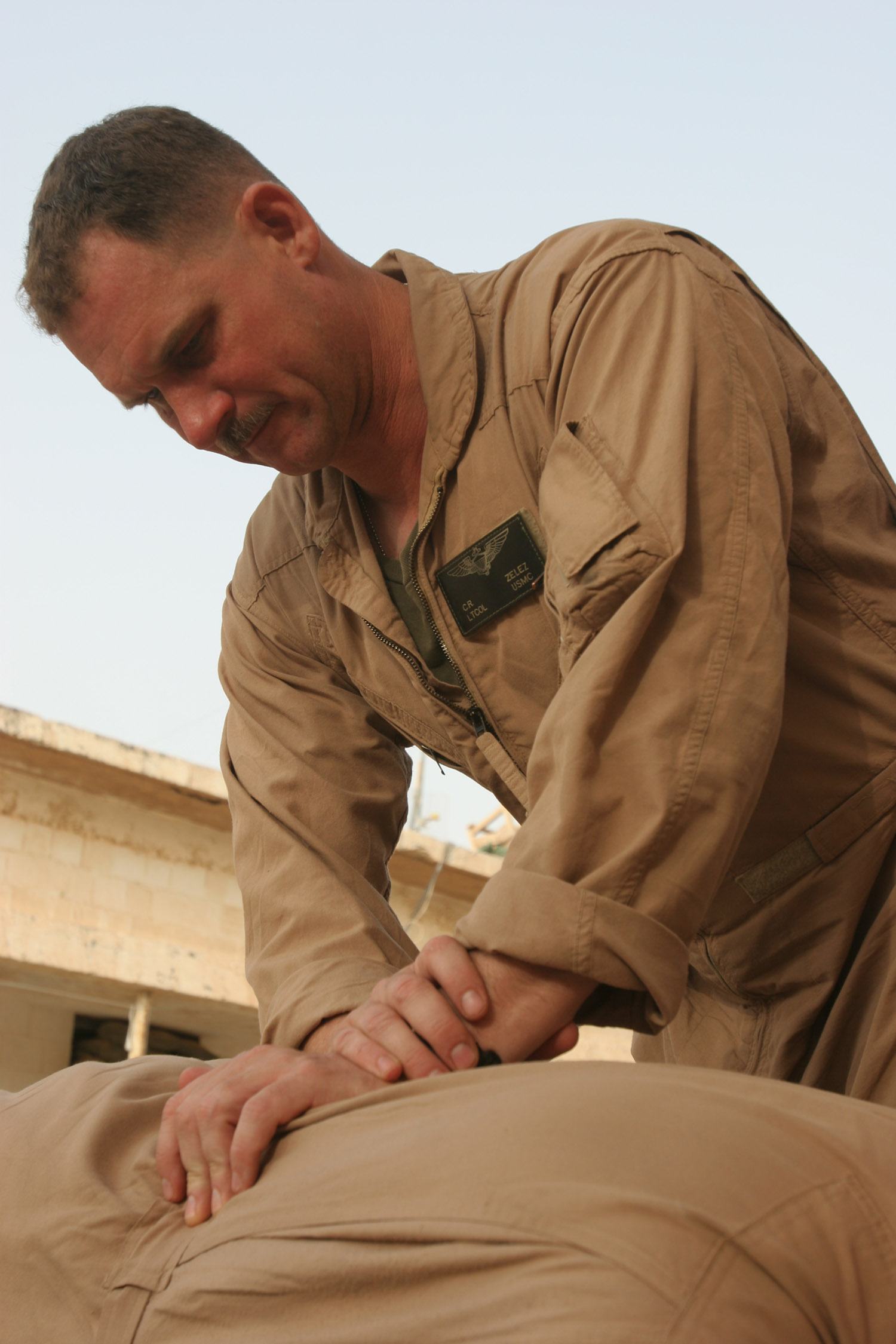
Un chiropractician „ajustând” coloana vertebrală

Bazele de credință pot include credința în existența energiilor supranaturale nedetectate de știința fizicii, așa cum este în cazul biofield-urilor, sau în credința în proprietățile energiilor fizicii care sunt inconsistente cu legile fizicii, așa cum este în cazul medicinei energetice.
- Terapia biofield : Intenționează să influențeze câmpurile de energie care, se presupune, înconjoară și pătrund în corp.

- Terapia bioelectromagnetică: Utilizează câmpuri electromagnetice verificabile, cum ar fi câmpuri pulsate, câmpuri de curent alternativ sau curent continuu într-un mod neconvențional.

- Chiropractica: Manipularea coloanei vertebrale are ca scop tratarea „subluxațiilor vertebrale” despre care se susține că pun presiune pe nervi.

- Reiki : Practicienii își așează palmele pe pacient lângă Chakre, despre care cred că sunt centre de energii supranaturale, cu credința că aceste energii supranaturale se pot transfera din palmele practicianului pentru a vindeca pacientul.

### Remedii pe bază de plante și alte substanțe
Practicile bazate pe substanțe utilizează substanțe găsite în natură, cum ar fi plante, alimente, suplimente non-vitamine și megavitamine, produse animale și fungice și minerale, inclusiv utilizarea acestor produse în practicile medicale tradiționale care pot incorpora și alte metode. Exemple includ afirmații de vindecare pentru suplimente non-vitamine, ulei de pește, acizi grași Omega-3, glucozamină, echinacea, ulei de semințe de in și ginseng.

## Utilizare

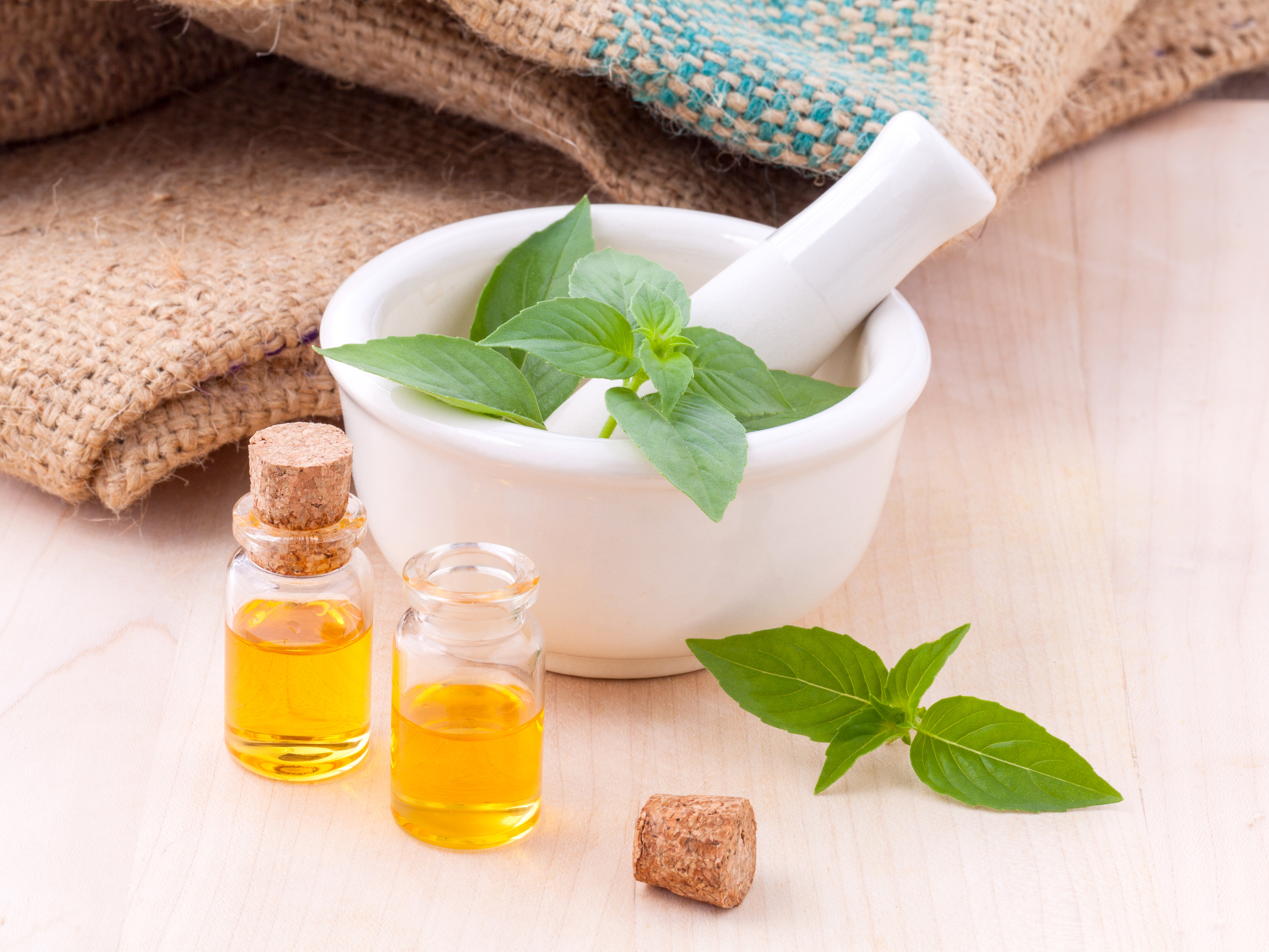
Imaginile colorate ale tratamentelor pe bază de plante pot părea mai puțin amenințătoare sau periculoase în comparație cu medicina convențională. Aceasta este o strategie de marketing intenționată.

Medicina alternativă este o industrie profitabilă, cu cheltuieli mari pentru publicitatea în mass-media. În consecință, practicile alternative sunt adesea prezentate pozitiv și comparate favorabil cu «Big Pharma».
Autorii au speculat asupra motivelor socio-culturale și psihologice pentru atracția medicamentelor alternative în rândul minorității care le utilizează în locul medicinei convenționale. Există mai multe motive socio-culturale pentru interesul față de aceste tratamente, centrate pe nivelul scăzut de alfabetizare științifică în rândul publicului larg și o creștere concomitentă a atitudinilor anti-științifice și a misticismului New Age. Legat de aceasta este marketingul energic al pretențiilor extravagante de către comunitatea medicală alternativă, combinat cu o examinare insuficientă din partea mass-media și atacuri asupra criticilor. Medicina alternativă este criticată pentru că profită de cei mai nevoiași membri ai societății.
În țarile în curs de dezvoltare, accesul la medicamentele esențiale este sever restricționat de lipsa resurselor și de sărăcie. Remediile tradiționale, adesea asemănătoare cu sau formând baza remediilor alternative, pot constitui îngrijirea primară a sănătății sau pot fi integrate în sistemul de sănătate. În Africa, medicina tradițională este folosită pentru 80% din îngrijirea primară a sănătății, iar în țarile în curs de dezvoltare, în general, peste o treime din populație nu are acces la medicamente esențiale.

## Eficiență
Există un consens științific general că terapiile alternative nu au validarea științifică necesară, iar eficacitatea lor fie nu este dovedită, fie este infirmată. Multe dintre afirmațiile referitoare la eficacitatea medicamentelor alternative sunt controversate, deoarece cercetările asupra lor sunt adesea de calitate scăzută și metodologic defectuoase.
Edzard Ernst, primul profesor universitar de Medicină Complementară și Alternativă, a caracterizat dovezile pentru multe tehnici alternative ca fiind slabe, inexistente sau negative.
Terapiile alternative nu «completează» (nu îmbunătățesc efectul sau nu atenuează efectele secundare ale) tratamentului medical funcțional.
 Interacțiunile semnificative ale medicamentelor cauzate de terapiile alternative pot, în schimb, să afecteze negativ tratamentul funcțional, făcând medicamentele prescrise mai puțin eficiente, cum ar fi interferența preparatelor pe bază de plante cu warfarina.

## Riscuri și probleme
Formele de medicină alternativă care sunt biologic active pot fi periculoase chiar și atunci când sunt utilizate împreună cu medicina convențională. Unele remedii pe bază de plante pot provoca interacțiuni periculoase cu medicamentele de chimioterapie, radioterapia sau anestezicele în timpul intervențiilor chirurgicale, printre alte probleme.
Tratamentele convenționale sunt supuse testării pentru efecte secundare nedorite, în timp ce terapiile alternative, în general, nu sunt supuse unor astfel de testări. Încercările de a infirma acest fapt în ceea ce privește terapiile alternative utilizează uneori eroarea apelului la natură.
Cercetarea în terapiile alternative a fost criticată pentru «deturnarea timpului de cercetare, a banilor și a altor resurse de la linii de investigație mai fructuoase pentru a urmări o teorie care nu are nicio bază în biologie.» O statistică citată frecvent este că Institutul Național de Sănătate din SUA a cheltuit 2,5 miliarde de dolari pentru investigarea terapiilor alternative până în 2009, fără a găsi vreuna eficientă.